# Viaduc de Barentin
Pour les articles homonymes, voir Barentin (homonymie).
Le viaduc de Barentin est un ouvrage d'art ferroviaire de la ligne de Paris-Saint-Lazare au Havre. Il traverse la vallée de l'Austreberthe sur le territoire de la commune de Barentin, dans le département de la Seine-Maritime en région Normandie.

## Situation ferroviaire
Le viaduc de Barentin est située au point kilométrique (PK 156.6) de la ligne de Paris-Saint-Lazare au Havre, entre les gares de Malaunay - Le Houlme et de Barentin.

## Histoire
Il est construit à partir du printemps 1844 sous la direction de l'ingénieur en chef Joseph Locke et les entrepreneurs Mackensie et Brassey.
Le 10 janvier 1846 vers 6 h du matin, une partie importante du viaduc s'effondre, alors qu'il est presque terminé, créant de vives polémiques, accusant la surcharge de ballast ou la faiblesse des piliers. Il est rapidement reconstruit en six mois, nécessitant seize millions de briques.
La Compagnie du chemin de fer de Rouen au Havre le met en service en mars 1847 lors de l'ouverture à l'exploitation de sa ligne.

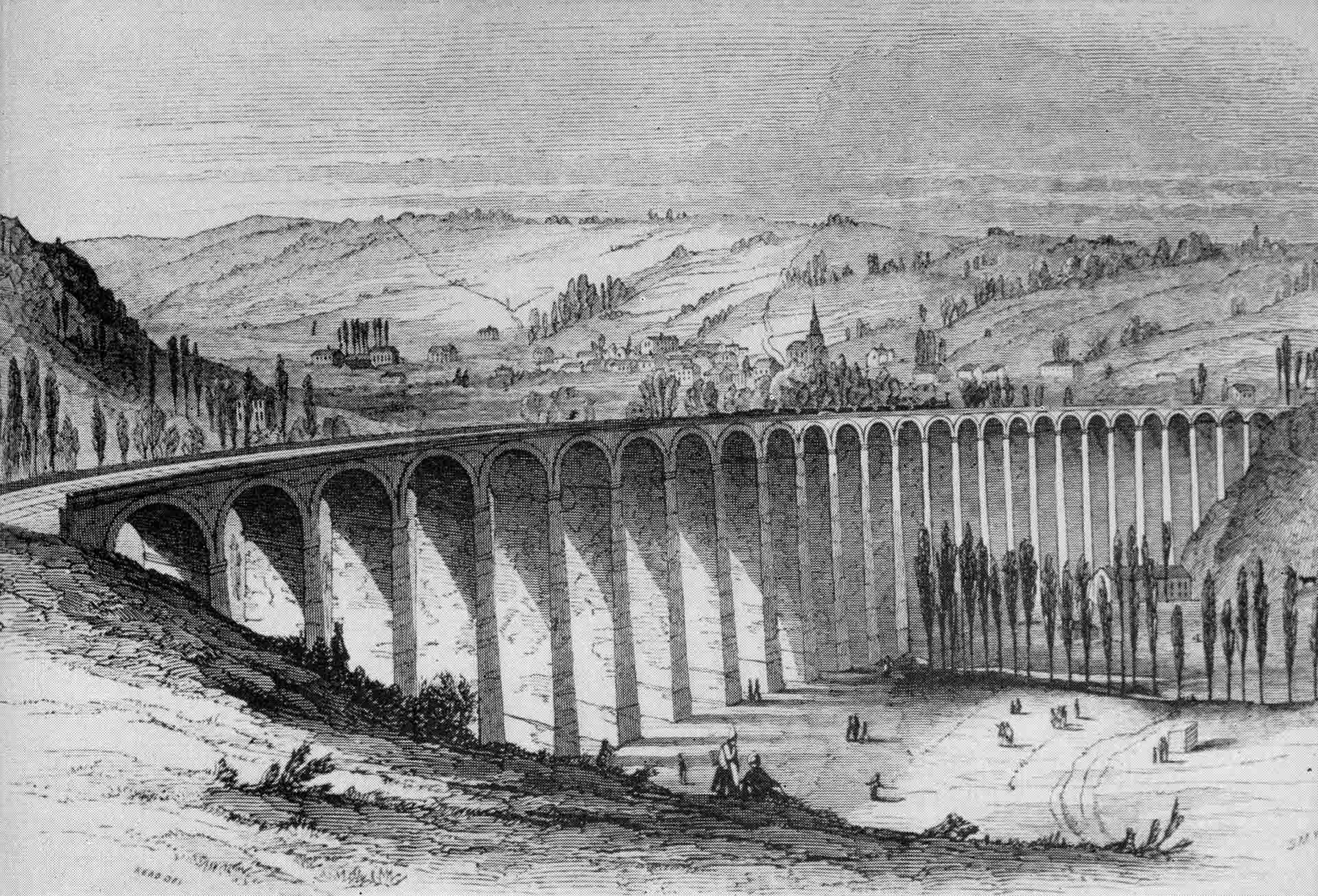
Le viaduc de Barentin.

Une travée est détruite par un bombardement aérien allié le 8 août 1944. Huit travées sont dynamitées le 25 août par des soldats de la Wehrmacht pendant leur retraite après la fin de la poche de Falaise. Entre mars et septembre 1946, le viaduc est réparé par l'entreprise Desplats-Lefèvre. Il est inauguré le 5 octobre 1946 par Albert Gazier.

## Caractéristiques
C'est un viaduc en courbe, construit en brique rouge appareillée, d'une longueur 480 mètres et d'une hauteur maximale de 32 mètres. 

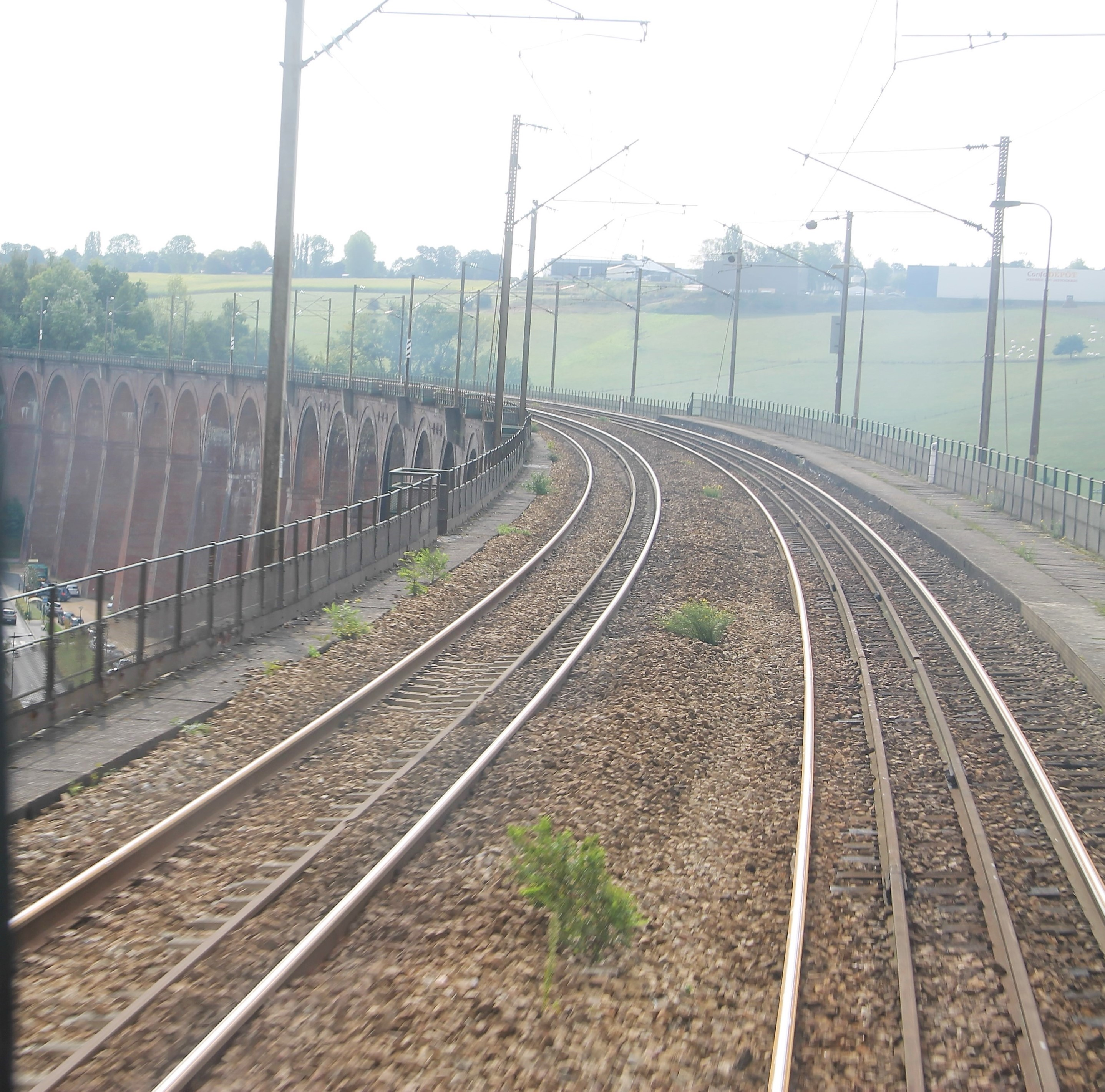
La plate forme de la voie et le viaduc vus d'un train en direction de Rouen. Les rails placés à l'intérieur des voies, servent de renforts dans les courbes.

### Filmographie
On peut voir le viaduc de Barentin dans le film La Bête humaine tourné en 1938.